# شوچیکو
شوچیکو (به ژاپنی: 松竹株式会社 Shōchiku Kabushiki gaisha) یک استودیو و شرکت تولید کابوکی ژاپنی است. شوچیکو همچنین یک شرکت تولید و توزیع فیلم انیمه است. بهترین کارگردانان به یادماندنی که با این شرکت همکاری داشتندعبارتند از: یاسوجیرو ازو، کنجی میزوگوچی، میکیو ناروسه، کیسوکه کینوشیتا و یامادا یوجی.